# Föreningen för kvinnans politiska rösträtt i Göteborg

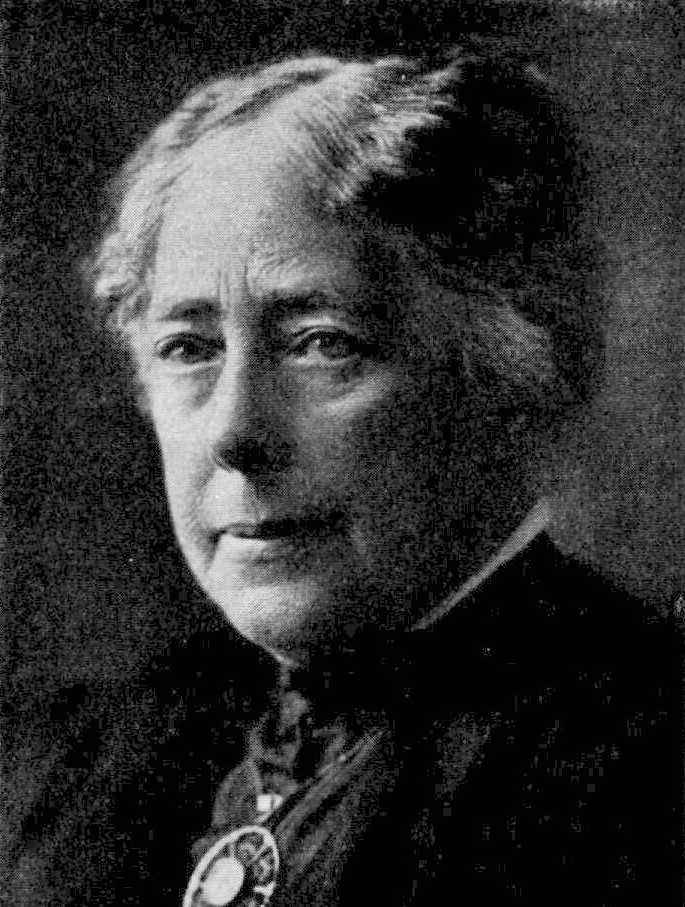
Frigga Carlberg

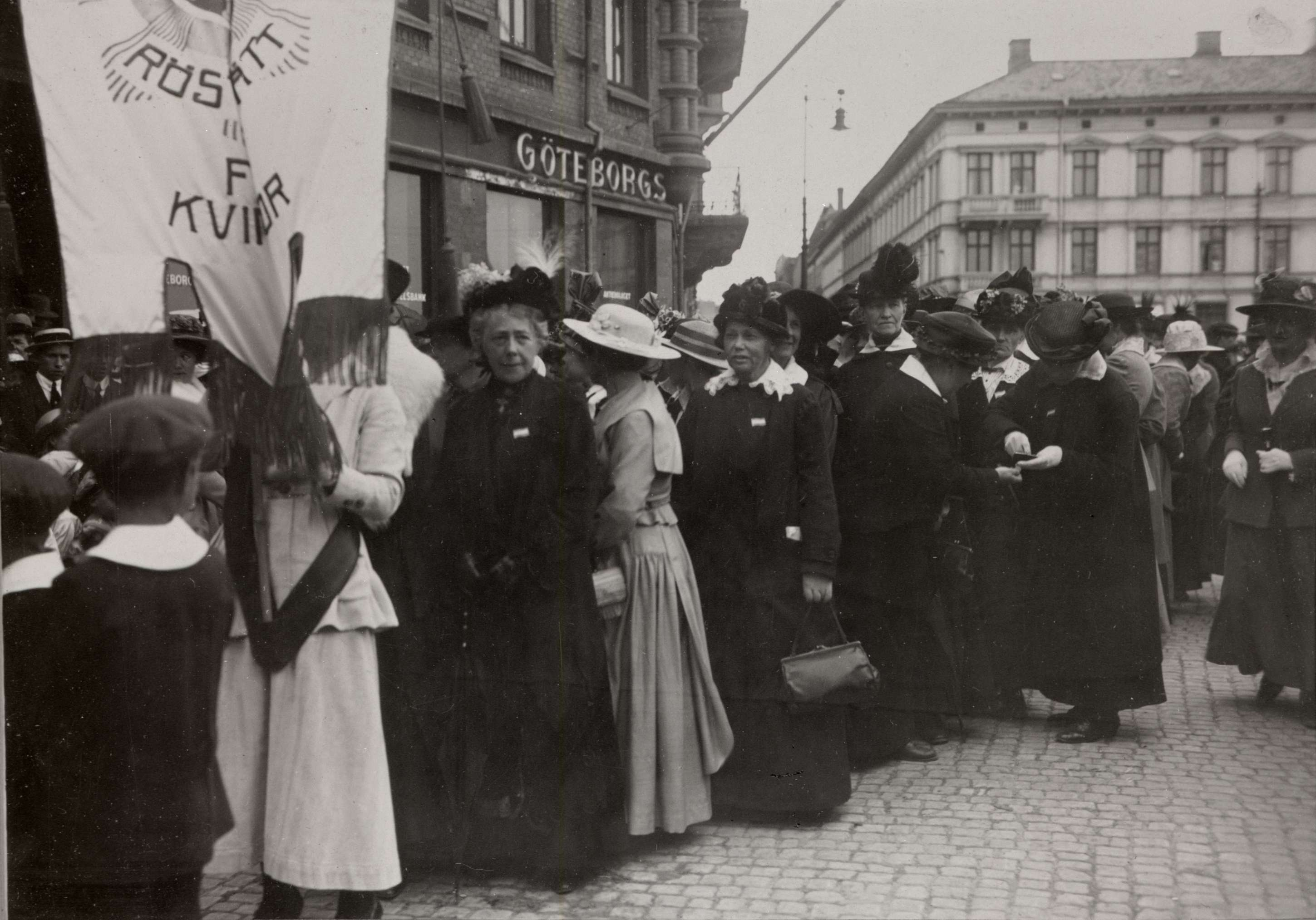
Demonstrationståg för kvinnorösträtten, Göteborg i juni 1918. Initiativtagare var Frigga Carlberg (hon som här ser rakt in i kameran).

Föreningen för kvinnans politiska rösträtt i Göteborg, även kallad Göteborgsföreningen för kvinnans politiska rösträtt, var Göteborgs lokalförening inom Landsföreningen för kvinnans politiska rösträtt (LKPR). Föreningen var verksam lokalt i Göteborg 1902-1921, och arbetade för införandet av kvinnors rösträtt i Sverige.
Det var den största av alla rösträttsföreningar i Sverige utanför Stockholm, och även omtalad som mer radikal än Stockholmsföreningen. Dess ordförande, Frigga Carlberg, var en av Sveriges ledande aktivister även nationellt, och föreningen arrangerade 1918 den enda demonstrationen för rösträtten i Sverige. 

## Historik
Lokalföreningen i Göteborg bildades av Frigga Carlberg, som var dess ordförande under hela dess existens. Carlberg var en av rösträttsrörelsens främsta representanter även nationellt
År 1908 var Göteborgsföreningen rösträttsrörelsens överlägset största utanför huvudstaden, med ett medlemsantal på 607; mindre än Stockholms 2 073, men  långt före Gävle (265), Norrköping (260), Falun (250) och Malmö (243).
Göteborgsavdelningen beskrivs som den mest intensiva och radikala föreningen utanför Stockholm. Den  bjöd vid ett tillfälle in den brittiska suffragetten Sylvia Pankhurst som föredragshållare, men det var ett undantag.
LKPR anordnade endast 
en gatudemonstration i Göteborg 1918. I februari 1918 lade regeringen fram ett förslag om kvinnlig rösträtt. Det godkändes i andra kammaren med 149 mot 49 röster, men blockerades i första kammaren med 62 mot 36. Med anledning av detta arrangerade LKPR ett protestmöte på Gärdet med Gulli Petrini och Ruth Gustafson som talare. Det var också vid detta tillfälle som rörelsens enda gatudemonstration arrangerades. Demonstranterna tågade med tre plakat som exempel på personer som saknade rösträtt. Ett av plakaten föreställde en manlig fängelsekund i fångdräkt; ett en manlig mentalpatient, och ett Selma Lagerlöf.
Kvinnlig rösträtt accepterades av riksdagen 1919 och genomfördes 1921, vilket medförde att både landsföreningen och alla dess lokalföreningar upphörde mellan 1919 och 1921.